# Число гідродинамічно-гравітаційне
Число гідродинамічно-гравітаційне (рос. число гидродинамическо-гравитационное; англ. hydrodynamic and gravitation number; нім. hydrodynamische Gravitationszahl f) — міра відношення сили перепаду тиску й сили тяжіння:
(Сила перепаду тиску)/(Сила тяжіння) = Δpl2/ρl3g = Δp/ρlg = Npg
де Δp — перепад тиску, Па; l — характерний лінійний розмір, м; ρ — густина рідини, кг/м3; g — прискорення вільного падіння, м/с2.